# Paul von Pott
Paul von Pott (německy Paul Friedrich August Edler von Pott) (23. září 1842 Oldenburg – 13. ledna 1903 Pula) byl rakousko-uherský admirál. U c. k. námořnictva sloužil od roku 1862 a zúčastnil se několika válek. Absolvoval několik cest po světě a působil také v námořní administraci. Koncem 19. století vedl dvě vědecké výpravy do Rudého moře. V roce 1901 dosáhl hodnosti kontradmirála a kariéru završil jako velitel námořního arzenálu v Pule. Jeho bratr-dvojče Konstantin von Pott (1842–1908) sloužil také u námořnictva a dosáhl hodnosti viceadmirála.

## Biografie

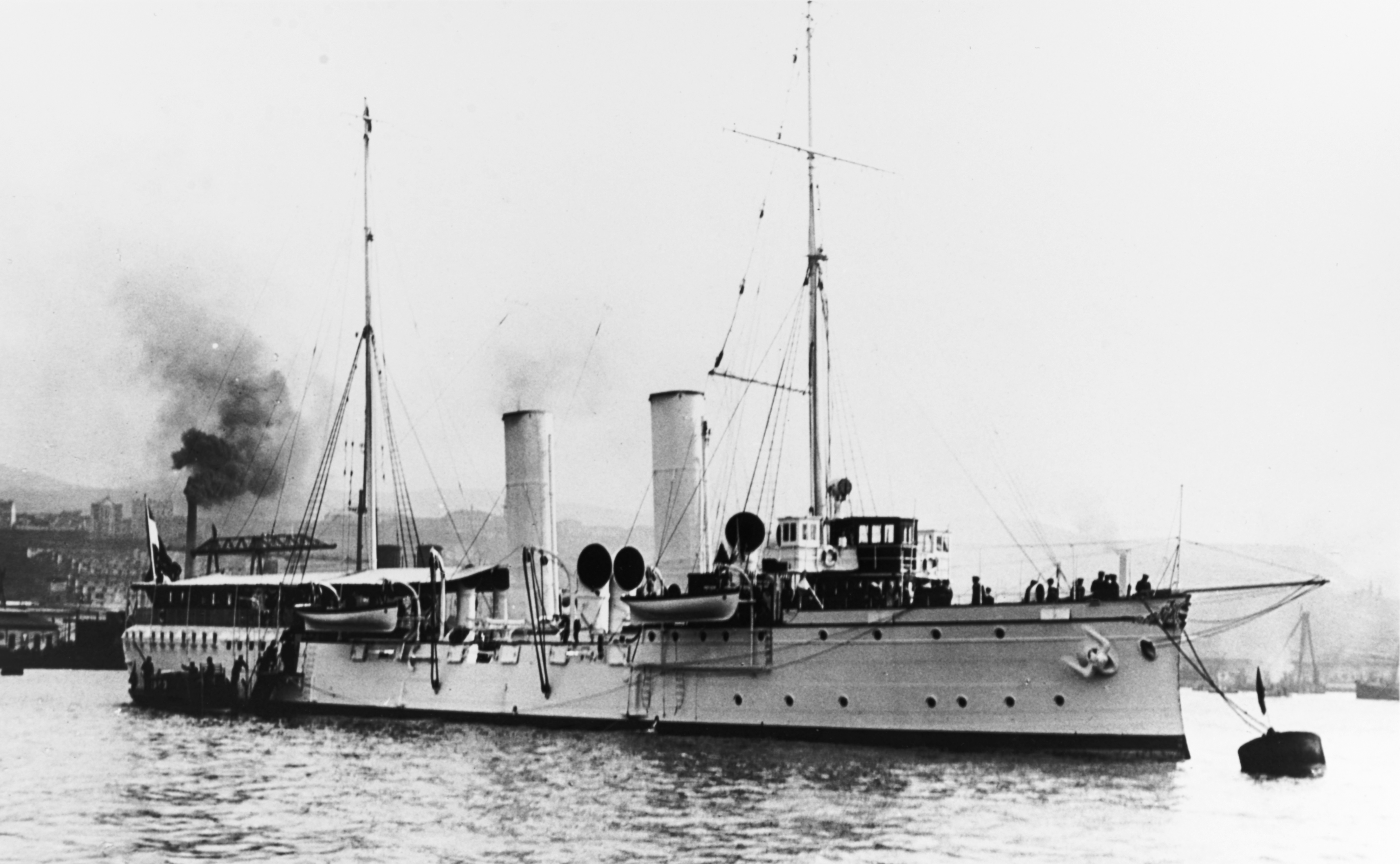
Křižník SMS Tiger, vlajková loď Paula Potta v roce 1894

Byl synem Augusta Potta (1806–1883), houslového virtuosa a dvorního kapelníka v Oldenburgu, matka Aloisie, rozená Winklerová von Forazest (1815–1882), proslula jako klavíristka a hudební skladatelka. Paul spolu se svým dvojčetem Konstantinem studoval na městské škole v Hannoveru, poté pokračovali na hannoverské Polytechnice (1858–1862). Po krátké službě v oldenburské armádě vstoupili v roce 1862 do služeb rakouského námořnictva. V roce 1864 se zúčastnil dánsko-německé války, v letech 1865–1867 pobýval na korvetě SMS Dandolo s císařem Maxmiliánem I. v Mexiku. V roce 1869 získal hodnost praporčíka, mezitím byl v letech 1868–1870 zaměstnán u Vojenského zeměpisného institutu ve Vídni a věnoval se geodetickému zpracování jižní Moravy a Dolního Rakouska. 
Kromě služby na různých lodích vykonával povinnosti také v přístavech Pula, Terst a Rijeka. V roce 1878 se z moře podílel na okupaci Bosny a Hercegoviny a postupoval v hodnostech (poručík II. třídy 1878, poručík I. třídy 1880). Jako dělostřelecký důstojník na korvetě SMS Helgoland absolvoval v letech 1884–1885 cestu do západní Afriky a do Ameriky. V zájmu ochrany rakousko-uherských aktivit v Osmanské říši kotvil v letech 1889–1890 v Istanbulu. V roce 1890 byl povýšen na korvetního kapitána s přidělením k námořnímu sborovému velitelství v Pule, odkud byl o dva roky později přeložen k námořnímu oblastnímu velitelství v Terstu. V roce 1893 získal hodnost fregatního kapitána, krátce byl velitelem torpédového křižníku SMS Tiger a v letech 1894–1897 byl přednostou VII. oddělení u Námořního technického výboru. 
V letech 1895–1896 se na parníku SMS Pola plavil do Rudého moře, kam se na stejné lodi vypravil znovu v letech 1897–1898. Mezitím byl ke dni 1. května 1896 byl povýšen na kapitána řadové lodi a znovu zařazen k námořnímu sborovému velitelství v Pule. Na jaře 1897 byl na křižníku SMS Pelikan přidělen jako doprovod náčelníkovi generálního štábu Friedrichovi Beck-Rzikowskému na inspekční cestě do Dalmácie. V letech 1898–1901 byl velitelem výcvikové lodi SMS Radetzky, v roce 1899 souběžně krátce velel také bitevní lodi SMS Wien. Dne 1. května 1901 byl povýšen do hodnosti kontradmirála a v letech 1901–1903 zastával funkci velitele arzenálu v Pule.
Zemřel 13. ledna 1903 ve věku šedesáti let v Pule, kde byl také pohřben na námořním hřbitově.

## Tituly a ocenění
V roce 1894 byl spolu s bratrem Konstantinem povýšen do šlechtického stavu s titulem Edler von. Během služby u námořnictva se stal nositelem několika vyznamenání.
- Válečná pamětní medaile (1864)
- Válečná medaile (1873)
- Služební odznak pro důstojníky III. třídy (1885)
- Jubilejní pamětní medaile (1898)
- Řád železné koruny III. třídy (1898)
- Služební odznak pro důstojníky II. třídy (1902)

- Řád Medžidie III. třídy (1890, Osmanská říše)